# Суоосима (посёлок)

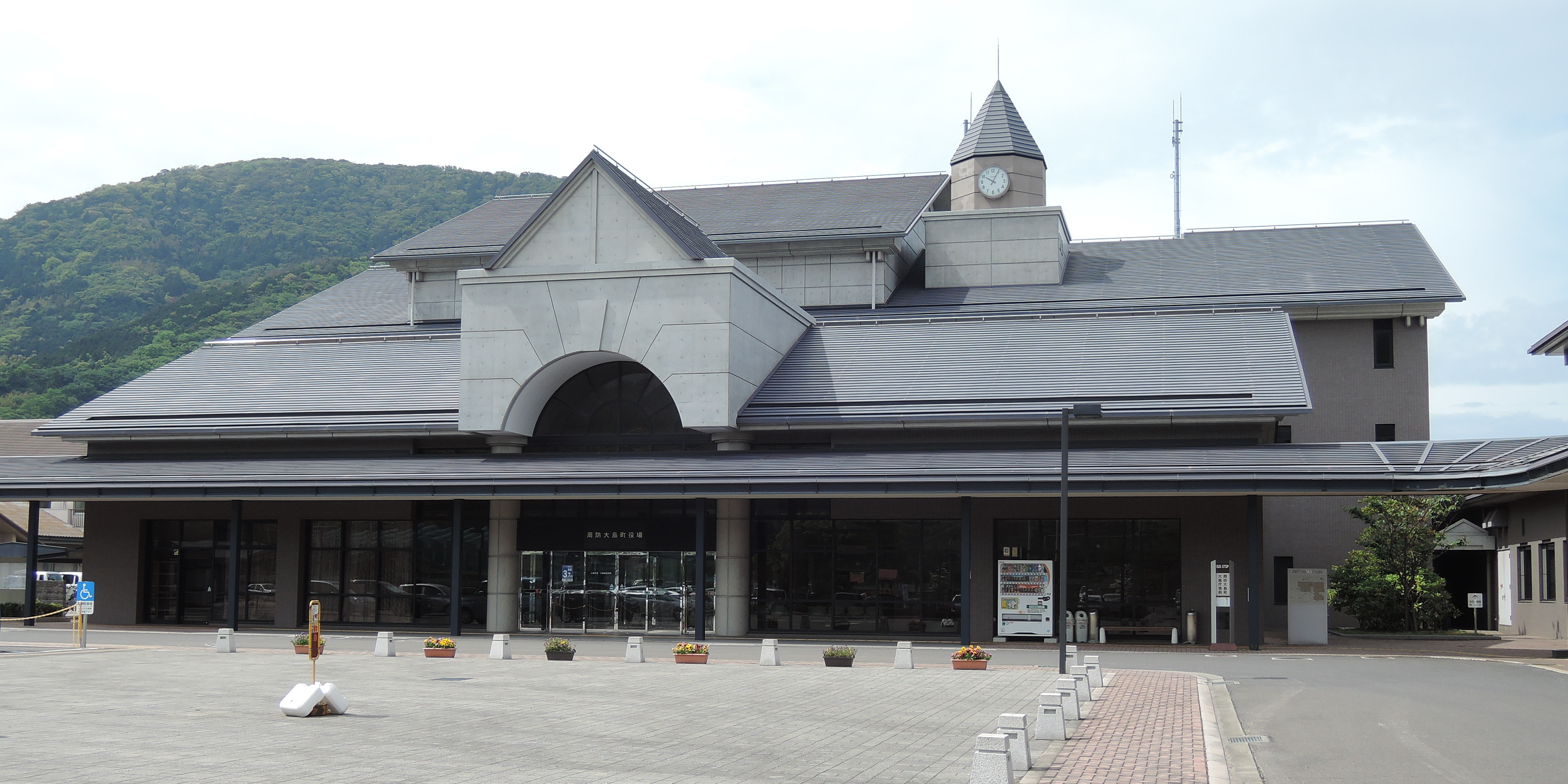
Мэрия посёлка Суоосима

Суоосима (яп. 周防大島町 Суо:о:сима-тё:) — посёлок в Японии, находящийся в уезде Осима префектуры Ямагути. Площадь посёлка составляет 138,17 км², население — 17 493 человека (1 августа 2014), плотность населения — 126,60 чел./км².

## Географическое положение
Посёлок расположен на острове Суоосима в префектуре Ямагути региона Тюгоку. С ним граничат города Янаи, Ивакуни, Мацуяма.

## Население
Население посёлка составляет 17 493 человека (1 августа 2014), а плотность — 126,60 чел./км². Изменение численности населения с 1980 по 2005 годы:
| 1980 | 32 021 чел. |  |
| 1985 | 29 749 чел. |  |
| 1990 | 27 119 чел. |  |
| 1995 | 24 795 чел. |  |
| 2000 | 23 013 чел. |  |
| 2005 | 21 392 чел. |  |

## Символика
Деревом посёлка считается Citrus unshiu, цветком — Citrus unshiu.